# Sándor Bíró
Sándor Bíró, auch Sándor Bier genannt, (* 19. August 1911 in Füzesabony, Österreich-Ungarn; † 7. Oktober 1988 in Budapest, Ungarn) war ein ungarischer Fußballspieler, der in den 1930er Jahren zweimal mit dem Hungária FC ungarischer Meister und mit der Nationalmannschaft 1938 Vizeweltmeister wurde.

## Vereinskarriere
Der Verteidiger Bíró begann seine Laufbahn bei III. Kerületi TVE, dem Profiverein aus dem dritten Bezirk Budapests. Die Mannschaft konnte sich in den späten 1920er und frühen 1930er Jahren stets in der oberen Tabellenhälfte platzieren und erreichte 1931 das Cupfinale, wo der Ferencvárosi FC mit 4:1 besiegt wurde. Zu Bírós Stärken zählten seine Schnelligkeit und technische Fertigkeit, die ihn zu einem der herausragenden ungarischen Verteidiger seiner Generation machten.
Im Jahr 1933 nahm er ein Angebot des Hungária FC an, wo er neben dem routinierten Gyula Mándi spielte. Sowohl 1936 als auch 1937 gelang der Mannschaft mit József Turay, Pál Titkos und Wudi Müller der Gewinn der ungarischen Meisterschaft. In den Mitropacupbewerben war für die Hungária allerdings jeweils spätestens im Viertelfinale Endstation. Bíró spielte bis 1940 bei den Blau-Weißen, ehe der Verein vom Horthy-Regime aufgelöst wurde. In seiner letzten Saison beim Verein war Bíró zum ungarischen Spieler des Jahres gewählt worden.
Er wechselte zunächst zum BSzKRT und nach zwei Jahren zum Újpest FC. Nach Ende des Zweiten Weltkrieges kehrte er zu den wieder gegründeten Blau-Weißen zurück, die nunmehr wieder ihren ursprünglichen Namen MTK trugen, in den Nachkriegsjahren aber nicht an ihre früheren Erfolge anknüpfen konnten. Für eine letzte Saison kehrte er nochmals zu seinem Stammverein zurück und beendete seine Karriere 1949 nach 450 Meisterschaftsspielen.

## Nationalmannschaft
Sein Debüt in der Nationalmannschaft gab Bíró bei einem 2:1 gegen Deutschland im Oktober 1932, als er mit Lajos Korányi das Verteidigerpaar bildete. Die beiden wurden rasch zur Stammformation in der Defensive der Ungarn, ehe Korányis Karriere durch einen Beinbruch unterbrochen wurde. Bíró spielte nun mit verschiedenen Partnern, insbesondere mit László Sternberg und József Vágó, ehe Korányi 1937 in die Nationalmannschaft zurückkehrte.
Die beiden bestritten gemeinsam die Qualifikation zur Weltmeisterschaft in Frankreich, die durch ein 11:1 gegen Griechenland erreicht wurde. Auch beim Finalturnier stand das eingespielte Duo bei den Siegen über Niederländisch-Indien, die Schweiz und Schweden auf dem Platz und erreichte somit das Finale. Dort entschied sich die Teamführung jedoch für eine andere taktische Variante und ließ Gyula Polgár an der Seite Bírós auflaufen. Die Ungarn verloren das Finale gegen Italien mit 2:4 und wurden Vizeweltmeister.
Nach der Weltmeisterschaft spielte Bíró weiter im Nationalteam und gehörte auch der Auswahl an, die 1945 das erste Länderspiel nach dem Krieg bestritt, das mit einem 2:0-Sieg gegen Österreich endete. Nach vier weiteren Einsätzen beendete er 1946 seine internationale Karriere, während der er sein Land in 54 Begegnungen vertreten hatte.

## Erfolge
- Vizeweltmeister 1938
- 2× ungarischer Meister: 1936, 1937
- 1× ungarischer Cupsieger: 1931
- 54 Spiele für die ungarische Fußballnationalmannschaft: 1932–1946

| Personendaten    | Personendaten                 |
| ---------------- | ----------------------------- |
| NAME             | Bíró, Sándor                  |
| ALTERNATIVNAMEN  | Bier, Sándor                  |
| KURZBESCHREIBUNG | ungarischer Fußballspieler    |
| GEBURTSDATUM     | 19. August 1911               |
| GEBURTSORT       | Füzesabony, Österreich-Ungarn |
| STERBEDATUM      | 7. Oktober 1988               |
| STERBEORT        | Budapest, Ungarn              |